# Galidia elegans
La mangosta de cola anillada (Galidia elegans) es una especie de mamífero carnívoro de la familia Eupleridae. Es la única especie de su género y es endémica de la isla de Madagascar.

## Morfología
La mangosta de cola anillada es de color rojo pardo, con las patas de color más oscuro, negro, y el vientre es de color castaño claro. La cerdosa cola marrón, tiene anillos más oscuros de color negro. Todo su cuerpo, menos la cola, es de un pelo liso e hirsuto.
Es un animal muy ágil, capaz de trepar a los árboles, teniendo un estilo de vida social con otros de su especie. Son de hábitos  diurnos y habitan zonas húmedas de los bosques.

## Dieta
Su dieta se compone principalmente de pequeños vertebrados como lagartos, pájaros, ratones, huevos y peces. En ocasiones se alimenta de insectos y fruta.

## Conservación
La población de mangostas de cola anillada se redujo en un 20% a causa de la destrucción de su hábitat natural y por tener una competencia invasora en su isla, la civeta enana (Viverricula indica).

## Subespecies
Se reconocen las siguientes subespecies:
- Galidia elegans elegans
- Galidia elegans dambrensis
- Galidia elegans occidentalis